# Соткамо
Соткамо — община в Финляндии, в южной части провинции Кайнуу. Площадь — 2 952 км², из которых 302,72 км² занимают водоёмы. Население общины 10 465 чел. Плотность населения составляет 4.04 чел/км². Численность населения несколько выросла в 2000-е годы, но в 2010-е снова стала снижаться. В Соткамо два центра: собственно центр общины Соткамо и спортивно-туристический курорт Вуокатти. Соткамо и Вуокатти находятся в шести километрах друг от друга. Соседними с Соткамо коммунами являются Каяни, Кухмо, Нурмес, Палтамо, Раутаваара, Ристиярви, Сонкаярви и Валтимо. Самыми знаменитыми достопримечательностями Соткамо являются сопка Вуокатти  и примыкающие к ней горнолыжные склоны, центр отдыха Holiday Club Katinkulta, парк приключений Angry Birds Activity Park, тропы для прогулок, озёрные пейзажи Сапсоярви, Пирттиярви, Киантаярви, Киймасъярви и Нуасъярви, песчаный пляж Хиукка, бейсбольный стадион Соткамо, гора Наапуринваара и расположенный здесь центр отдыха, лютеранская и православная церкви, а также церковь пятидесятников, музей Соткамо и национальные парки Хийденпортти и Тийликкаярви.

## История
В местечке Кийкарусниеми в 1982 году были обнаружены следы пребывания человека каменного века, среди которых керамика с фигурками птиц. Местность Соткамо долго была населена карелами, о чем говорит карельский топонимический слой, представленный такими названиями, как Катерма, Сумса и Йормасъярви.
В конце Средневековья глухая местность стала охотничьими угодьями для жителей северной Остроботнии. Область Кайнуу оказалась по восточную часть границы по Ореховецкому миру 1323 года. В XVI столетии население увеличилось и стало перетекать через границы. Шведский король Густав Ваза продолжил расширение шведской империи на восток. По Тявзинскому мирному договору 1595 года область Кайнуу была присоединена к Швеции. В начале XVII столетия в области Соткамо было три деревни: Соткамо, Йормаскюля и Нуасъярви. В этот регион переехали поселенцы из Саво, Средней Финляндии, Остроботнии и из местности Палтамо и Оулуярви. Соткамо, Кухмо и Палтамо были единым селом, но в 1647 году Соткамо стал независимым церковным приходом, а в 1856 году приход Кухмо в свою очередь отделился от Соткамо. С 1650 года Соткамо в течение 30 лет было ленным поместьем шведского генерал-губернатора Питера Браге. В конце XVII — начале XVIII веков были голодные годы и войны, церковь сгорела, люди умирали от голода и заболеваний. Лютеранскую церковь построили снова в 1737 году под руководством Нильса Нордлинга, и позже, в 1870 году, под руководством Т. Й. Толпо была построена новая церковь по проекту архитектура Юхана Олденбурга. Сельское хозяйство и продажа смолы были основным источником доходов для жителей Соткамо. Голодные и военные годы были особенно тяжелы для жителей Соткамо. В 1696—1697 годы около четверти населения Соткамо  умерли от голода. В 1712 году и во время Северной войны (так называемого Великого лихолетья) 1716—1721 годы Соткамо было разграблено и опустошено русскими войсками. После того как возможности подсечно-огневого земледелия были исчерпаны, жители Соткамо стали вести интенсивное сельское хозяйство и заниматься смолокурением. Карелы и русские занимались торговлей, пользуясь старыми торговыми путями. В середине XIX века строительство шлюзов Яммякоски и Койвукоски в Каяни позволило осуществлять экспорт смолы вплоть до Оулу. Ещё в начале XX века местные смолокурни производили до 4000 бочек смолы.
Большой тракт был построен в Соткамо в 1850 году. Земледелие и лесопользование пошло на убыль из-за осуществлённого в 1850-е годы большого раздела земли. Тогда в волости на заводе Петяякоски было налажено производство чугуна. В 1860-е годы новый большой голод и заболевания унесли жизни 1247 жителей Соткамо. После голодных лет в 1874 году было создано местное самоуправление. Общественная жизнь и торговля оживились, и в 1891 году была основана первая сберегательная касса. В 1882 году была открыта первая народная школа, в 1891 году — первый молодёжный союз. Скотоводство в XIX веке развивалось особенно активно, и в результате в 1907 году был открыт молокозавод. После обретения Финляндией независимости Соткамо стало богатейшей общиной в районе Кайнуу. Население выросло до 12 тысяч человек, и рост численности жителей не прекращался до 1960-х годов, когда началась урбанизация, и жители стали переселяться в города.

### Этимология названия
Соткамо стоит на водном пути из Белого моря в Балтийское, проходящем через многочисленные реки и озёра. Этот путь, с одной стороны, служил для осуществления торговых связей, с другой — облегчал набеги на эти земли со стороны русских, шведов и датчан. Название общины произошло либо от финского слова sotku («беспорядок, путаница»), вероятно, из-за запутанных водных путей, либо от слова «sotka» (сегодня «гоголь, чернеть»), которое служило общим названием всех водоплавающих птиц в старофинском языке.

### Известные уроженцы
В Соткамо родилось и жило много знаменитых людей, среди них финно-и шведоязычный писатель Юхана Фростерус, известный государственный деятель и специалист по политэкономии Андерс Чюдениус (Anders Chydenius), народный писатель Хейкки Мериляйнен и самый знаменитый краевед Кайнуу писатель Вейкко Хуовинен.

## Природа
Соткамо является краем с живописнейшими пейзажами. Рельеф области Соткамо многообразен, он строится на твёрдых горных породах и причудливо сформирован многочисленными водными объектами. Сложенная из твёрдого кварцита сопка Вуокатти состоит из 20 вершин. Вуокатти – самая высокая горная цепь в Восточной  Финляндии, ее окружают большие озера. Самое известное место — северная сопка Вуокатти Исо-Пёллю высотой 326 м, с которой открывается живописная панорама озёр, лесов и других сопок. Покрытая лесом Наапуринваара находится к северу от Вуокатти, а рядом с Исо-Пёллю высится ряд сопок Пикку-Пёллю, Кейма, Мёюккю, Матоваара, Лехтоваара и Илвескаллио, Порттиваара, Колёланваара, Рёнкёнваара, Персеваара, Толховаара, Ансаваара и т.д. Самые высокие вершины — Порттиваара (345 м) и Наулаваара (368 м) — находятся к югу от Вуокатти. Большая часть коммуны покрыта болотами и лесами, по большей части труднопроходимыми.  Земля местами изрезана оврагами, такими как Хийденпортти в глухой местности Типасоя, Хийденкаттила в Вуокатти и район Каллиоярви на водоразделе Маанселкя. Самая заметная гряда идёт с юга от протока Тенетти вдоль северного берега Сапсоярви до озера Типасъярви. Песчаный пляж Хиукка и 20-метровый береговой откос Хиукка в самом центре Соткамо составляют часть этого хребта. Южная и средняя часть Соткамо большей частью состоят из болот. Восточная и юго-восточная часть покрыта топями, а на западе непроходимыми лесами. Большая часть лесов хвойные — еловые и сосновые, лиственного леса меньше. Соткамо стоит на водном пути через реки и озёра из Белого моря в Балтийское. Водной путь многократно использовался как для торговли, так и для грабительских набегов на эти земли русскими, шведскими и датскими солдатами.Водной путь Соткамо начинается от восточной границы страны, из Кухмо и Суомуссалми через Онтойоки в Соткамо. К этому водному пути относятся озёра Нуасъярви, Йормасъярви, Сапсоярви, Киантаярви, Киимасъярви, Пирттиярви и Сумсаярви. Бассейн озера Нуасъярви является центральным, в него попадают воды всех окружающих город Соткамо водоёмов. Все воды Соткамо впадают в Оулуярви и Ботнический залив.

## Транспорт
Через Соткамо проходит национальная трасса № 6 из Каяни в Валтимо. Между Йоэнсуу и Контиомяки через Вуокатти проходит железная дорога, но пассажирское сообщение по ней сегодня не осуществляется. Старая железная дорога в центре Соткамо разобрана. Новая транспортная линия построена до рудника Талвиваара для перевозки продукции горнодобывающей промышленности. Из Соткамо осуществляется транспортное сообщение до аэропорта Каяни, который находится в 40 км от центра Соткамо.

## Экономика
Горнодобывающая компания Талвиваара (теперь носит название «Террафаме») начала  свою деятельность в 2008 году, и в ее распоряжении находятся крупнейшие месторождения сульфидного никеля в Европе. Кроме никеля, руда содержит цинк, медь, кобальт, марганец и уран. Для выделения металла из руды используется метод бактериального выщелачивания. Использование этого метода на руднике вызывает постоянную критику со стороны экологической общественности, так как шахтные воды неоднократно просачиваются из спецотстойника и загрязняют природу. В Соткамо находится и рудник Лахнаслампи «Мондо Минералс», который открылся в 1967 году и производит тальк из мыльного камня. С 2024 года добывается уран. Туризм и спорт в Вуокатти являются важными отраслями экономики Соткамо. В сфере туризма и спорта выросли многочисленные предприятия промышленности и сферы услуг, которые обеспечивают занятость жителей Соткамо. Лесоводство и лесопильная промышленность, сельское хозяйство и скотоводство являются традиционными сферами хозяйства, в которых, однако, работает лишь малая часть населения Соткамо. Торговые предприятия, учреждения образования, здравоохранения и транспортного сектора также являются важными работодателями в Соткамо.

## Культура
Самые знаменитые культурные достопримечательности в Соткамо — это церкви лютеранского, православного и пятидесятнического прихода, дом приходского священника «Аатос» (фин. Aatoksen pappila), старые зернохранилища, в которых располагается местный краеведческий музей, дом-музей Терваярви в деревне Сумса, дом местного писателя Вейкко Хуовинена (1927—2009) «Хуовисхуоне» и памятник Вейкко Хуовинену авторства Нины Тернона. В Соткамо действует местный театр «Хавукка», который выступает в старом доме рабочих «Тёкяри», (фин. Sotkamon Työväentalo ”Tökäri”). В Соткамо есть кинотеатр под названием «Киновисио». В Соткамо проходят концерты классической, духовной и развлекательной музыки. На танцплощадке «Напис» на вершине сопки Наапуринваара проходят популярные летние танцы, на этой площадке выступают самые известные артисты Финляндии. Народное училище Соткамо (фин. Sotkamon kansalaisopisto) устраивает многочисленные курсы и активно поддерживает распространение культуры, знаний, ремёсел и искусств.

## Образование
В Соткамо есть образовательные учреждения, обеспечивающие получение обязательного основного образования от начальной до верхней ступени для всех детей 7–16 лет. В лицее Соткамо три линии: основная национальная, спортивная и международный бакалавриат (IB). Спортивная программа лицея Соткамо широко известна и имеет устойчивые традиции в подготовке профессиональных спортсменов. В Соткамо действует филиал профессионального училища Кайнуу, которое даёт профессиональное образование второй ступени по линии туризма. В спортивном училище Вуокатти можно получить квалификацию высшего уровня в области спортивной медицины, питания, лыжной подготовки и физического воспитания и второй ступени по специальностям «массажист» и «тренер». В народном училище Соткамо можно также учиться многим другим вещам, повышать квалификацию и кадровую подготовку.

## Спорт
Соткамо и Вуокатти предлагают большое разнообразие возможностей для спорта и активного отдыха. Вуокатти располагает горнолыжными склонами, на склонах или на туннеле можно заниматься сноубордингом, имеются суперпайп, хафпайп и склоны для слоупстайла, лыжный туннель для круглогодичного катания на лыжах, бассейн, аквапарк «Катинкулта», тренажёрные залы, залы для боулинга, поля для гольфа, теннисные площадки и площадки для верховой езды, игры в мяч, особенно бейсбола. В Соткамо прокладываются длинные лыжные трассы,  возможны походы на снегоступах, прыжки с трамплина, катание на коньках на катке или на льду озера. Бейсбол является самим популярным видом игры в мяч в Соткамо. Бейсбольная команда «Соткамон Юмю» многократный чемпион Финляндии по песапалло.

## Деревни Соткамо
| 1. Аласоткамо 2. Вуокатти 3. Йормаскюля 4. Кайтайнсалми 5. Корхоланмяки 6. Континйюки 7. Лаакаярви 8. Лонтта 9. Лосоваара 10. Маанселькя | 1. Наапуринваара 2. Нуасъярви 3. Онтойоки 4. Паакинмяки 5. Паркуа 6. Похьяваара 7. Риекинранта 8. Сапсоперя 9. Саукко 10. Савиахо | 1. Сипинен 2. Сипола 3. Сойдинваара 4. Сумса 5. Суоваара 6. Типасойя 7. Торинкюля 8. Тухкакуля 9. Хейнямяки 10. Халметваара | 1. Юлисоткамо 2. Юхоланкюля 3. Юуриккалахти 4. Ярвяянкюля |

## Города-побратимы
- Медвежьегорск, Россия